# پولاکشی دوم
پولاکشی (ایمادی پولاکشی) از پادشاهان شمال هندوستان بود که از ۶۱۰ تا ۶۴۲ میلادی به مدت ۳۴ سال فرمانروایی کرد. او نامدارترین فرمانروای دودمان چالوکیه بود. در دوران او، قلمرو چالوکیه‌های بادامی بیشتر دکن را دربر گرفت.
وی هم مانند هرش‌وردهن، پادشاه شمال هند، با خسرو پرویز ساسانی معاصر بود. پولاکشی برای آنکه علیه هرش‌وردهن موقعیت سیاسی خویش را محکم‌تر سازد سفارتی به دربار خسرو پرویز فرستاد. در تاریخ طبری و فردوسی و کتب دیگر از زبان خسرو پرویز بیان شده‌است که در سی و ششمین سال پادشاهی او از طرف راجه هندی سفارتی همراه هدایا به دربارش فرستاده شد و سفیر آن کشور برای فرزندانش نیز هدایائی آورد و نامه‌ای بنام شیرویه هم دریافت گردید. در آن نامه راجه هند نوشته بود که در سی‌و هشتمین سال پادشاهی خسرو شیرویه به حکومت خواهد رسید.
پروفسور هادی حسن در مجموعه مقالاتش چاپ حیدرآباد دکن صفحه ۳۵ گفته طبری را در این باب چنین ترجمه کرده‌است:
«فرمیشا، ملک‌الهند سفیری به دربار ایران با هدایا و نامه‌ها برای شاه و هر یکی از پسرانش فرستاد. از میان آن هدایا سهم شیرویه بن پرویز عبارت از یک زنجیر فیل و باز سفید و پارچه دیبا و مکتوب سری بود مشعر براینکه در سال سی و هشتم جلوس پدرت یعنی در سال ۶۲۸ میلادی تاج و تخت ایران از آن تو خواهد شد.»
بر پایه پژوهش نولدکه فرمیشا ملک‌الهند جز پولاکشی دوم کسی دیگر نیست. فردوسی طوسی در شاهنامه ذکری از نامه هندوستان را کرده و هدایائی که از آن کشور به ایران فرستاده شده برشمرده است.
با در نظر گرفتن نقاشی در غار شماره یک اجانتا در نزدیکی شهر اورنگ‌آباد (هند مرکزی) که تصویری از یک شاهزاده ایرانی همراه عده‌ای دیگر در آن به چشم می‌خورد برخی از محققین معتقدند سفارتی از طرف خسرو پرویز به دربار راجه پولاکشی فرستاده شده‌است. پروفسور هادی حسن در مقالاتش در مورد نقاشی مزبور چنین مرقوم داشته‌است:
«... بنابراین نقاشی‌ای که در یکی از غارهای اجنتا روی کچ کرده‌اند باید شرحی از سفارتی که به‌طور مبادله از خسرو پرویز به دربار پولاکشی رسیده بوده باشد، چه در نقاشی مزبور یک راجه زرد رنگ بر بالشی زربفت تکیه داده روی تخت نشسته‌است و سه چهار نفر ریش‌دار با لباس ایرانی دربر و کلاه مخروطی بر سر، حامل هدایا از قبیل رشته مروارید و شیشه شراب به خدمت راجه می‌رسند. بیرون قصر راجه نیز چند نفر ایرانی با اسب‌های پیشکشی دیده می‌شوند. شکی نیست که سفارت مزبور از راه دریا به دکن آمده و نفوذی که ایرانیان در دریا حاصل کردند بعد از سقوط ساسانیان نیز ادامه داشت...».